# Анна Каролина фон Насау-Саарбрюкен
Анна Каролина фон Насау-Саарбрюкен (на немски: Anna Carolina von Nassau-Sarrebrücken; * 31 декември 1751, Саарбрюкен; † 12 април 1824, Глюксбург) е принцеса от Насау-Саарбрюкен и чрез женитби херцогиня на Шлезвиг-Холщайн-Зондербург-Глюксбург (1769 – 1779) и Брауншвайг-Волфенбютел-Беверн (1782 – 1809).

## Живот
Дъщеря е на княз Вилхелм Хайнрих фон Насау-Саарбрюкен (1718 – 1768) и съпругата му графиня София Кристина фон Ербах (1725 – 1795).
Анна Каролина се омъжва на 9 август 1769 г. в Саарбрюкен за херцог Фридрих Хайнрих Вилхелм Шлезвиг-Холщайн-Глюксбург (1747 – 1779). Те нямат деца. Фридрих Хайнрих умира на 13 март 1779 г. на 31 години в Глюксбург.
Анна Каролина се омъжва втори път на 26 октомври 1782 г. в Глюксбург за херцог Фридрих Карл Фердинанд фон Брауншвайг-Волфенбютел-Беверн (1729 – 1809) от род Велфи, син на херцог Ернст Фердинанд (1682 – 1746). Нямат деца. През 1793 г. те основават в главното им място Беверн организация за бедните. След окупацията на Брауншвайг от наполеонската войска те вземат в Глюксбург през 1806 г. синовете на херцог Карл Вилхелм Фердинанд. Нейният втори съпруг умира на 27 април 1809 г. в Глюксбург.
Анна Каролина умира на 12 април 1824 г. в Глюксбург на 72 години.
- Дворец Глюксбург в Шлезвиг-Холщайн
- Дворец Беверн, 2012 г.